# یاکوف دوری
یاکوف دوری (انگلیسی: Yaakov Dori; ۸ اکتبر ۱۸۹۹ – ۲۲ ژانویه ۱۹۷۳) سپهبد نیروی زمینی اسرائیل بود، که در فاصله سال‌های ۱۹۴۷ تا ۱۹۴۹ به‌عنوان نخستین رئیس ستاد کل نیروهای مسلح اسرائیل فعالیت می‌کرد.
دوری فعالیت نظامی را از سال ۱۹۱۷ در نیروی زمینی بریتانیا آغاز کرد و در طول جنگ جهانی اول از اعضای گردان یهودی ارتش بریتانیا بود. وی در سال ۱۹۲۶ به هگانا پیوست و از ۱۹۳۹ تا ۱۹۴۶ رئیس ستاد هاگانا بود.
او پس از شکل‌گیری نیروهای دفاعی اسرائیل، از سال ۱۹۴۶ فعالیت در این نیرو را به‌عنوان ارشدترین افسر این سازمان ادامه داد و در جنگ ۱۹۴۸ اعراب و اسرائیل، ارتش اسرائیل را رهبری کرد. دوری در سال ۱۹۴۹ از ارتش اسرائیل بازنشسته شد.

## زندگی‌نامه
یاکوف دوستروسکی (بعدها دوری) در شهر اودسا در اوکراین امروزی (که در آن زمان بخشی از امپراتوری روسیه بود) از تزوی و میریام دوستروسکی زاده شد. خانواده پس از قتل‌عام ضدیهودی در اودسا در سال ۱۹۰۵ به فلسطین عثمانی مهاجرت کردند. پس از اتمام دبیرستان در مدرسه عبری رئالی در حیفا، در طول جنگ جهانی اول در گردان یهودی ارتش بریتانیا ثبت نام کرد. پس از جنگ، او در دانشگاه خنت در رشته مهندسی تحصیل کرد.
پسرش، یراخمیل دوری، به عنوان فرمانده سپاه مهندسی ارتش اسرائیل خدمت کرد. دخترش، اتانا پادان، بیوشیمیست و استاد بوم‌شناسی میکروبی در دانشگاه عبری اورشلیم بود. پسر کوچکش، زوی دوری، استاد شیمی در دانشگاه تخنیون و بنیانگذار اولین موزه علوم اسرائیل (تکنودا) بود. اسرائیل دوستروسکی، شیمیدان فیزیک و رئیس سابق مؤسسه علوم وایزمن، پسر عموی او بود.

## سوابق نظامی
وقتی در سال ۱۹۲۶ به فلسطین بازگشت، به سازمان هاگانا پیوست و نام زیرزمینی «دان» را برای خود برگزید. در هاگانا، او فرمانده نیروهای هاگانا در حیفا بود.
در سال ۱۹۳۹، دوری به عنوان رئیس ستاد هاگانا منصوب شد، سمتی که تا سال ۱۹۴۶ در اختیار داشت. به عنوان رئیس ستاد هاگانا، وظیفه یاکوف دوری این بود که هاگانا را از یک سازمان دفاع شخصی پراکنده به یک ارتش منظم تبدیل کند. از سال ۱۹۴۶ تا ۱۹۴۷، او همچنین ریاست هیئت یهودیان فلسطینی را که برای خرید سلاح به ایالات متحده اعزام شده بودند، بر عهده داشت.
هنگامی که ارتش اسرائیل تشکیل شد، دوری به عنوان اولین رئیس ستاد آن منصوب شد. با این حال، با وجود مهارت‌های فرماندهی و سازمانی، او از قبل از بیماری رنج می‌برد و در طول جنگ فلسطین در سال ۱۹۴۸ در فرماندهی نیروهای خود مشکل داشت، بنابراین مجبور شد به شدت به معاون خود، ییگائل یادین، تکیه کند. او دوره ریاست ستاد خود را در ۹ نوامبر ۱۹۴۹ به پایان رساند و از ارتش بازنشسته شد. معاونش، یادین، جانشین او شد. با این حال، پس از آزادی از ارتش، همچنان نشان افسری را که هنگام دریافت درجه ستوان دومی به او اعطا شده بود، به لباس خود می‌چسباند.

## حرفه دانشگاهی
پس از ترک ارتش اسرائیل، دوری به عنوان رئیس شورای علوم کشور، وابسته به دفتر نخست‌وزیر، منصوب شد. او بعداً در سال ۱۹۵۱ به عنوان رئیس موسسه فناوری اسرائیل در حیفا منصوب شد، سمتی که تا سال ۱۹۶۵ در اختیار داشت. او پس از شلومو کاپلانسکی و پس از او الکساندر گلدبرگ قرار گرفتند.